# Summacumfemmer

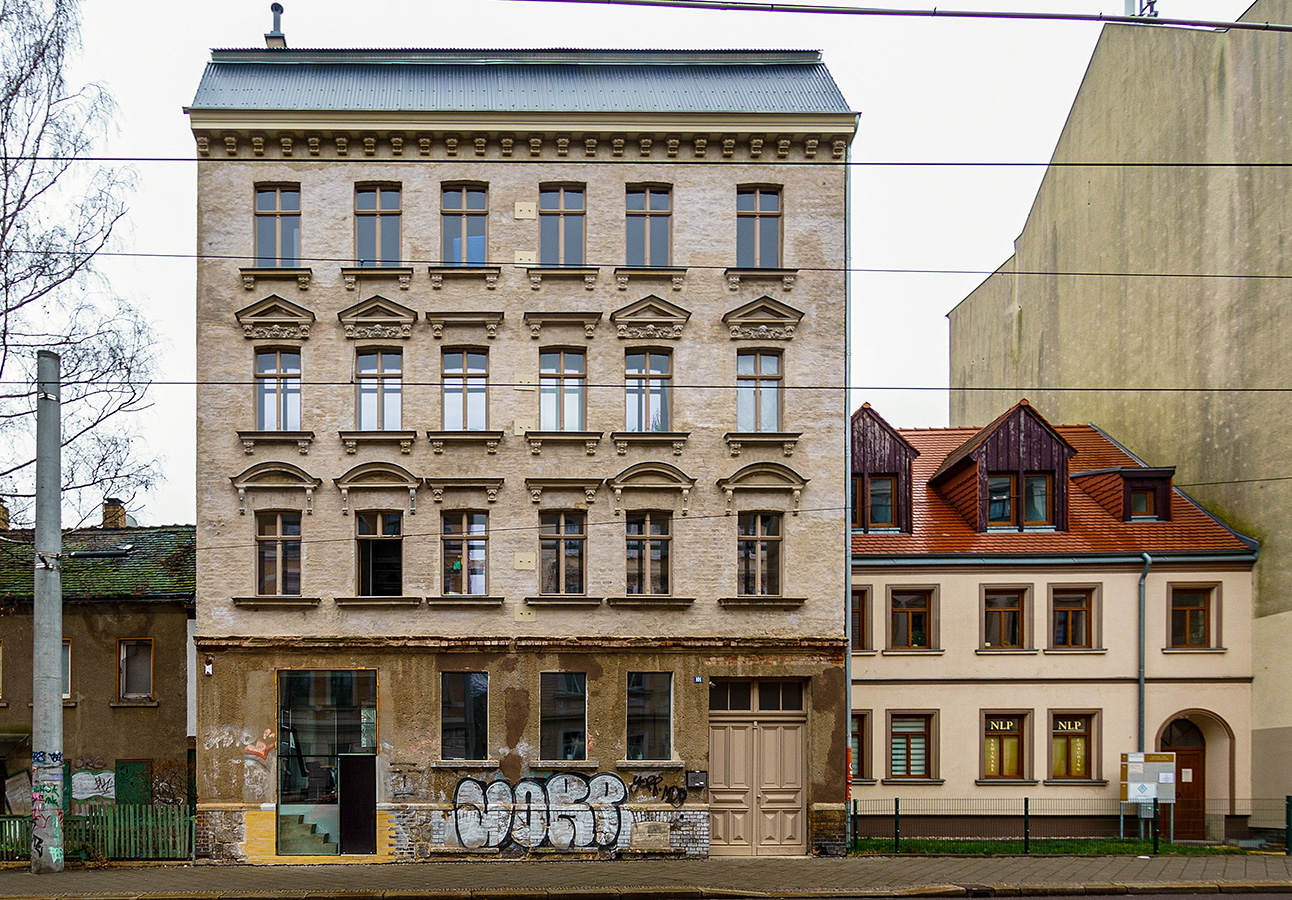
Wohnung und Büro, Dieskaustraße 101, Leipzig

SUMMACUMFEMMER ist ein deutsches Architekturbüro, das 2015 von Florian Summa und Anne Femmer in Leipzig gegründet wurde.

## Partner
Florian Summa (* 1982 in Köln) studierte bis 2011 Architektur an der RWTH Aachen und der ETH Zürich. Er arbeitete bei Lütjens Padmanabhan und Caruso St John. Summa lehrte bei Adam Caruso an der ETH Zürich, der TU München, der TU Graz und an der UDK Berlin.
Anne Femmer (* 1984 in Dresden) studierte bis 2010 Architektur an der ETH Zürich und arbeitete bei Adolf Krischanitz, Go Hasegawa, von Ballmoos Krucker und bei De Vylder Vinck TaIllieu. Femmer lehrte bei Christian Kerez und Jan de Vylder an der ETH Zürich,  der TU München, der TU Graz und an der UDK Berlin.
Die beiden Architekten wollen flexibel, kostengünstig, ressourcenschonend und qualitativ hochwertig bauen. Sie begehen unkonventionelle Wege, um diese Ziele zu erreichen und sind damit erfolgreich.
2023 kuratierten Summa und Femmer gemeinsam mit Arch+ und Juliane Greb & Petter Krag den Deutschen Pavillon auf der Architekturbiennale Venedig. Das Thema lautete Open for Maintenance.

## Bauwerke
Bauwerke sind in der Reihenfolge ihres Baubeginns aufgelistet:
- seit 2015: Umbau und Sanierung des Mehrfamilienhauses Dieskaustraße 101, in dem sich das Architekturbüro befindet, Leipzig[8]
- 2016–2019: Haus B, Ottendorf-Okrilla bei Dresden[1][6]
- 2019: Konferenzräume, Frankfurt am Main mit Meier Unger
- 2017–2020: San Riemo (Mehrparteienhaus für ca. 100 Bewohner), München mit Juliane Greb[1][9]
- 2020–2023: Reparatur und Umbau eines Wohnhauses, Radebeul[10]

## Auszeichnungen und Preise
- 2019: Bauwelt Preis in der Kategorie Erstlingswerk für Haus B, Dresden[6]
- 2022: Nominierung – Mies van der Rohe Preis für Haus B, Dresden[11]
- 2022: Lobende Erwähnung beim BDA Preis Bayern in der Kategorie Wohnen für San Riemo, München[12]
- 2022: DAM Preis für San Riemo, München[13][14][15][16]
- 2022: mit Juliane Greb: Nike in der Kategorie Soziales Engagement für San Riemo, München[17]
- 2022: Nominierung – Schelling-Architekturpreis[18]
- 2024: Kunstpreis Berlin in der Sektion Baukunst[19]